# Walter Schröder (Politiker)
Walter Karl Wilhelm Schröder (* 14. Mai 1907 in Stettin; † nach 1987) war ein deutscher Politiker (SED). Er war von 1954 bis 1971 Mitglied des Zentralkomitees der SED.

## Leben
Schröder, Sohn einer Arbeiterfamilie, erlernte nach dem Besuch der Volksschule den Beruf des Schiffs- und Maschinenbauers. Er war bereits in der Weimarer Republik gewerkschaftlich organisiert. Er besuchte die Staatliche Ingenieurschule Stettin und arbeitete ab 1937 als Ingenieur und Konstrukteur auf einer Werft in Stettin. Während des Zweiten Weltkriegs musste er Kriegsdienst in der Kriegsmarine leisten.
Nach dem Krieg wurde er 1945 Mitglied der Kommunistischen Partei Deutschlands (KPD). Schröder war 1946 im Landkreis Anklam an der Vereinigung von KPD und SPD zur Sozialistischen Einheitspartei Deutschlands (SED) beteiligt. Ab 1947 hatte er eine verantwortungsvolle Funktion in der Vereinigung der gegenseitigen Bauernhilfe (VdgB) im Kreis Anklam und ab 1949 war er mehr als fünfundzwanzig Jahre Leiter der MAS-Spezialwerkstatt Anklam bzw. Direktor des VEB Landtechnisches Instandsetzungswerk Anklam. Als Initiator der „Tausender-Bewegung“ der Traktoren in der Landwirtschaft wurde er am 13. Oktober 1951 von Wilhelm Pieck als „Held der Arbeit“ ausgezeichnet.
Nach der Verwaltungsreform und der Bildung von Bezirken in der Deutschen Demokratischen Republik (DDR) im Sommer 1952 wurde er  Abgeordneter des Bezirkstages Neubrandenburg. Am 30. Juli 1952 wurde er bei der Konstituierung des Bezirkstages Neubrandenburg zum Mitglied des Rates des Bezirkes gewählt. Auf dem  IV. SED-Parteitag im April 1954 wurde er zum Mitglied des ZK der SED gewählt und behielt diese Funktion bis zum VIII. Parteitag im Juni 1971.
Schröder wohnte zuletzt in Anklam.

## Auszeichnungen
- 1951 Ehrentitel Held der Arbeit
- 1959 Vaterländischer Verdienstorden in Bronze
- 1971 Karl-Marx-Orden